# Đội tuyển bóng đá U-19 quốc gia Việt Nam
Đội tuyển bóng đá U-18 quốc gia, U-19 quốc gia và U-20 quốc gia Việt Nam đại diện cho Việt Nam tại các giải đấu bóng đá quốc tế trẻ dành cho các lứa tuổi U-18, U-19 và U-20 và được quản lý bởi Liên đoàn bóng đá Việt Nam.

## Đội ngũ kỹ thuật
Tính đến 24 tháng 7 năm 2024
| Vị trí                  | Họ tên            | Đơn vị                                        |
| ----------------------- | ----------------- | --------------------------------------------- |
| Huấn luyện viên trưởng  | Hứa Hiến Vinh     | VFF                                           |
| Trợ lý huấn luyện viên  | Nguyễn Thanh Sơn  | VFF                                           |
| Trợ lý huấn luyện viên  | Trần Đức Cường    | VFF                                           |
| Trợ lý huấn luyện viên  | Nguyễn Thành Đạt  | VFF                                           |
| Trợ lý huấn luyện viên  | Lê Tấn Tài        | VFF                                           |
| Huấn luyện viên thể lực | Cedric Roger      | VFF                                           |
| Bác sĩ                  | Đặng Đức Giảng    | Bệnh viện Thể thao Việt Nam                   |
| Bác sĩ                  | Trần Anh Tuấn     | Trung tâm Huấn luyện Thể thao Quốc gia Hà Nội |
| Cán bộ chuyên môn       | Nguyễn Anh Tuấn   | VFF                                           |
| Cán bộ phục vụ          | Nguyễn Hồng Phong | Phù Đổng                                      |

### Huấn luyện viên từng dẫn dắt
| Năm       | Họ tên             | Danh hiệu |
| --------- | ------------------ | --- |
| 2002–2003 | Nguyễn Văn Thịnh   | |
| 2004      | Đoàn Minh Xương    | |
| 2005      | Nguyễn Hữu Thắng   | Hạng tư U-20 Đông Nam Á 2005 |
| 2006      | Lê Tuấn Long       | Hạng tư U-20 Đông Nam Á 2006 |
| 2007      | Nguyễn Mạnh Cường  | Vô địch U-20 Đông Nam Á 2007 |
| 2009      | Võ Hoàng Bửu       | Hạng ba U-19 Đông Nam Á 2009 |
| 2009-2011 | Triệu Quang Hà     | Hạng ba U-19 Đông Nam Á 2010 Á quân U-19 Đông Nam Á 2011                                                                                  |
| 2012      | Mai Đức Chung      | Đồng hạng ba Cúp Hassanal Bolkiah 2012 Hạng tư U-19 Đông Nam Á 2012                                                                       |
| 2013-2014 | Graechen Guillaume | Á quân U-19 Đông Nam Á 2013 Á quân Cúp Hassanal Bolkiah 2014 Á quân U-19 Đông Nam Á 2014                                                  |
| 2015-2019 | Hoàng Anh Tuấn     | Á quân U-19 Đông Nam Á 2015 Hạng ba U-19 Đông Nam Á 2016 Hạng ba Nations Cup 2016 Vô địch AYA Bank Cup 2016 Đồng hạng ba U-19 châu Á 2016 |
| 2017-2018 | Vũ Hồng Việt       | Vô địch U-19 báo Thanh Niên 2017 Vô địch U-19 báo Thanh Niên 2018                                                                         |
| 2019      | Graechen Guillaume | Vô địch U-19 báo Thanh Niên 2019 |
| 2019-2021 | Philippe Troussier | |
| 2022      | Đinh Thế Nam       | Hạng ba U-19 Đông Nam Á 2022 Vô địch U-19 báo Thanh Niên 2022                                                                             |
| 2022-nay  | Hoàng Anh Tuấn     | |

## Thống kê giải đấu

### Giải vô địch bóng đá U-20 thế giới
| Giải vô địch bóng đá U-20 thế giới | Giải vô địch bóng đá U-20 thế giới | Giải vô địch bóng đá U-20 thế giới | Giải vô địch bóng đá U-20 thế giới | Giải vô địch bóng đá U-20 thế giới | Giải vô địch bóng đá U-20 thế giới | Giải vô địch bóng đá U-20 thế giới | Giải vô địch bóng đá U-20 thế giới |
| Năm                                | Kết quả                            | St                                 | T                                  | H                                  | B                                  | Bt                                 | Bb                                 |
| ---------------------------------- | ---------------------------------- | ---------------------------------- | ---------------------------------- | ---------------------------------- | ---------------------------------- | ---------------------------------- | ---------------------------------- |
| 2007 đến 2015                      | Không vượt qua vòng loại           | Không vượt qua vòng loại           | Không vượt qua vòng loại           | Không vượt qua vòng loại           | Không vượt qua vòng loại           | Không vượt qua vòng loại           | Không vượt qua vòng loại           |
| 2017                               | Vòng bảng                          | 3                                  | 0                                  | 1                                  | 2                                  | 0                                  | 6                                  |
| 2019                               | Không vượt qua vòng loại           | Không vượt qua vòng loại           | Không vượt qua vòng loại           | Không vượt qua vòng loại           | Không vượt qua vòng loại           | Không vượt qua vòng loại           | Không vượt qua vòng loại           |
| 2021                               | Bị hủy bỏ vì Đại dịch COVID-19     | Bị hủy bỏ vì Đại dịch COVID-19     | Bị hủy bỏ vì Đại dịch COVID-19     | Bị hủy bỏ vì Đại dịch COVID-19     | Bị hủy bỏ vì Đại dịch COVID-19     | Bị hủy bỏ vì Đại dịch COVID-19     | Bị hủy bỏ vì Đại dịch COVID-19     |
| 2023 đến 2025                      | Không vượt qua vòng loại           | Không vượt qua vòng loại           | Không vượt qua vòng loại           | Không vượt qua vòng loại           | Không vượt qua vòng loại           | Không vượt qua vòng loại           | Không vượt qua vòng loại           |
| Tổng cộng                          | Vòng bảng                          | 3                                  | 0                                  | 1                                  | 2                                  | 0                                  | 6                                  |

### Cúp bóng đá U-20 châu Á
| Cúp bóng đá U-20 châu Á | Cúp bóng đá U-20 châu Á                                           | Cúp bóng đá U-20 châu Á                                           | Cúp bóng đá U-20 châu Á                                           | Cúp bóng đá U-20 châu Á                                           | Cúp bóng đá U-20 châu Á                                           | Cúp bóng đá U-20 châu Á                                           | Cúp bóng đá U-20 châu Á                                           |
| Năm                     | Kết quả                                                           | St                                                                | T                                                                 | H                                                                 | B                                                                 | Bt                                                                | Bb                                                                |
| ----------------------- | ----------------------------------------------------------------- | ----------------------------------------------------------------- | ----------------------------------------------------------------- | ----------------------------------------------------------------- | ----------------------------------------------------------------- | ----------------------------------------------------------------- | ----------------------------------------------------------------- |
| 1996                    | Không vượt qua vòng loại                                          | Không vượt qua vòng loại                                          | Không vượt qua vòng loại                                          | Không vượt qua vòng loại                                          | Không vượt qua vòng loại                                          | Không vượt qua vòng loại                                          | Không vượt qua vòng loại                                          |
| 1998                    | Không vượt qua vòng loại                                          | Không vượt qua vòng loại                                          | Không vượt qua vòng loại                                          | Không vượt qua vòng loại                                          | Không vượt qua vòng loại                                          | Không vượt qua vòng loại                                          | Không vượt qua vòng loại                                          |
| 2000                    | Không vượt qua vòng loại                                          | Không vượt qua vòng loại                                          | Không vượt qua vòng loại                                          | Không vượt qua vòng loại                                          | Không vượt qua vòng loại                                          | Không vượt qua vòng loại                                          | Không vượt qua vòng loại                                          |
| 2002                    | Vòng bảng                                                         | 3                                                                 | 0                                                                 | 1                                                                 | 2                                                                 | 4                                                                 | 8                                                                 |
| 2004                    | Vòng bảng                                                         | 3                                                                 | 0                                                                 | 0                                                                 | 3                                                                 | 0                                                                 | 3                                                                 |
| 2006                    | Vòng bảng                                                         | 3                                                                 | 1                                                                 | 0                                                                 | 2                                                                 | 3                                                                 | 6                                                                 |
| 2008                    | Không vượt qua vòng loại                                          | Không vượt qua vòng loại                                          | Không vượt qua vòng loại                                          | Không vượt qua vòng loại                                          | Không vượt qua vòng loại                                          | Không vượt qua vòng loại                                          | Không vượt qua vòng loại                                          |
| 2010                    | Vòng bảng                                                         | 3                                                                 | 1                                                                 | 0                                                                 | 2                                                                 | 2                                                                 | 9                                                                 |
| 2012                    | Vòng bảng                                                         | 3                                                                 | 0                                                                 | 0                                                                 | 3                                                                 | 2                                                                 | 14                                                                |
| 2014                    | Vòng bảng                                                         | 3                                                                 | 0                                                                 | 1                                                                 | 2                                                                 | 2                                                                 | 10                                                                |
| 2016                    | Bán kết                                                           | 5                                                                 | 2                                                                 | 2                                                                 | 1                                                                 | 4                                                                 | 5                                                                 |
| 2018                    | Vòng bảng                                                         | 3                                                                 | 0                                                                 | 0                                                                 | 3                                                                 | 3                                                                 | 7                                                                 |
| 2020                    | Vượt qua vòng loại sau đó giải đấu bị huỷ bỏ vì Đại dịch COVID-19 | Vượt qua vòng loại sau đó giải đấu bị huỷ bỏ vì Đại dịch COVID-19 | Vượt qua vòng loại sau đó giải đấu bị huỷ bỏ vì Đại dịch COVID-19 | Vượt qua vòng loại sau đó giải đấu bị huỷ bỏ vì Đại dịch COVID-19 | Vượt qua vòng loại sau đó giải đấu bị huỷ bỏ vì Đại dịch COVID-19 | Vượt qua vòng loại sau đó giải đấu bị huỷ bỏ vì Đại dịch COVID-19 | Vượt qua vòng loại sau đó giải đấu bị huỷ bỏ vì Đại dịch COVID-19 |
| 2023                    | Vòng bảng                                                         | 3                                                                 | 2                                                                 | 0                                                                 | 1                                                                 | 4                                                                 | 4                                                                 |
| 2025                    | Không vượt qua vòng loại                                          | Không vượt qua vòng loại                                          | Không vượt qua vòng loại                                          | Không vượt qua vòng loại                                          | Không vượt qua vòng loại                                          | Không vượt qua vòng loại                                          | Không vượt qua vòng loại                                          |
| Tổng cộng               | Bán kết                                                           | 29                                                                | 6                                                                 | 4                                                                 | 19                                                                | 24                                                                | 66                                                                |

### Giải vô địch bóng đá U-19 Đông Nam Á
| Giải vô địch bóng đá U-19 Đông Nam Á | Giải vô địch bóng đá U-19 Đông Nam Á | Giải vô địch bóng đá U-19 Đông Nam Á | Giải vô địch bóng đá U-19 Đông Nam Á | Giải vô địch bóng đá U-19 Đông Nam Á | Giải vô địch bóng đá U-19 Đông Nam Á | Giải vô địch bóng đá U-19 Đông Nam Á | Giải vô địch bóng đá U-19 Đông Nam Á |
| Năm                                  | Kết quả                              | St                                   | T                                    | H                                    | B                                    | Bt                                   | Bb                                   |
| ------------------------------------ | ------------------------------------ | ------------------------------------ | ------------------------------------ | ------------------------------------ | ------------------------------------ | ------------------------------------ | ------------------------------------ |
| 2008                                 | Không tham dự                        | Không tham dự                        | Không tham dự                        | Không tham dự                        | Không tham dự                        | Không tham dự                        | Không tham dự                        |
| 2009                                 | Hạng 3                               | 5                                    | 4                                    | 0                                    | 1                                    | 12                                   | 6                                    |
| 2010                                 | Hạng 4                               | 4                                    | 0                                    | 3                                    | 1                                    | 4                                    | 7                                    |
| 2011                                 | Á quân                               | 6                                    | 4                                    | 2                                    | 0                                    | 21                                   | 4                                    |
| 2012                                 | Hạng 4                               | 4                                    | 0                                    | 0                                    | 4                                    | 1                                    | 14                                   |
| 2013                                 | Á quân                               | 7                                    | 6                                    | 0                                    | 1                                    | 16                                   | 5                                    |
| 2014                                 | Á quân                               | 4                                    | 2                                    | 0                                    | 2                                    | 7                                    | 5                                    |
| 2015                                 | Á quân                               | 6                                    | 4                                    | 1                                    | 1                                    | 14                                   | 6                                    |
| 2016                                 | Hạng 3                               | 6                                    | 4                                    | 1                                    | 1                                    | 17                                   | 10                                   |
| 2017                                 | Vòng bảng                            | 4                                    | 3                                    | 0                                    | 1                                    | 17                                   | 3                                    |
| 2018                                 | Vòng bảng                            | 5                                    | 2                                    | 2                                    | 1                                    | 11                                   | 4                                    |
| 2019                                 | Vòng bảng                            | 5                                    | 2                                    | 1                                    | 2                                    | 6                                    | 6                                    |
| 2022                                 | Hạng 3                               | 7                                    | 4                                    | 2                                    | 1                                    | 13                                   | 7                                    |
| Tổng cộng                            | Á quân                               | 63                                   | 35                                   | 12                                   | 16                                   | 139                                  | 87                                   |

## Danh sách cầu thủ
Danh sách 23 cầu thủ được triệu tập cho Cúp bóng đá U-20 châu Á 2023.
| 1  | TM | Cao Văn Bình                 | 8 tháng 1, 2005  | Sông Lam Nghệ An     |  |  |
| 22 | TM | Nguyễn Quang Trường          | 4 tháng 7, 2004  | Phố Hiến             |  |  |
| 23 | TM | Nguyễn Tiến Mạnh             | 20 tháng 1, 2003 | Quảng Nam            |  |  |
|    |    |                              |                  |                      |  |  |
| 2  | HV | Nguyễn Mạnh Hưng             | 8 tháng 8, 2005  | Viettel              |  |  |
| 3  | HV | Hồ Văn Cường                 | 15 tháng 1, 2003 | Sông Lam Nghệ An     |  |  |
| 4  | HV | Nguyễn Đức Anh               | 16 tháng 5, 2003 | Hà Nội               |  |  |
| 5  | HV | Lê Nguyên Hoàng              | 14 tháng 2, 2005 | Sông Lam Nghệ An     |  |  |
| 13 | HV | Mai Quốc Tú                  | 10 tháng 7, 2005 | SHB Đà Nẵng          |  |  |
| 16 | HV | Nguyễn Hồng Phúc             | 19 tháng 2, 2003 | Viettel              |  |  |
| 17 | HV | Nguyễn Bảo Long              | 23 tháng 8, 2005 | PVF                  |  |  |
| 18 | HV | Lê Văn Hà                    | 1 tháng 7, 2004  | Hà Nội               |  |  |
|    |    |                              |                  |                      |  |  |
| 6  | TV | Nguyễn Đức Phú               | 13 tháng 1, 2003 | PVF-Công An Nhân Dân |  |  |
| 7  | TV | Nguyễn Đức Việt              | 1 tháng 1, 2004  | Hoang Anh Gia Lai    |  |  |
| 8  | TV | Nguyễn Văn Trường            | 9 tháng 10, 2003 | Hà Nội               |  |  |
| 10 | TV | Khuất Văn Khang (đội trưởng) | 11 tháng 5, 2003 | Viettel              |  |  |
| 19 | TV | Thái Bá Đạt                  | 23 tháng 3, 2005 | PVF                  |  |  |
| 20 | TV | Trần Nam Hải                 | 5 tháng 2, 2004  | Sông Lam Nghệ An     |  |  |
| 21 | TV | Đinh Xuân Tiến               | 10 tháng 1, 2003 | Sông Lam Nghệ An     |  |  |
|    |    |                              |                  |                      |  |  |
| 9  | TĐ | Nguyễn Thanh Nhàn            | 28 tháng 7, 2003 | PVF-Công An Nhân Dân |  |  |
| 11 | TĐ | Bùi Vĩ Hào                   | 24 tháng 2, 2003 | Becamex Bình Dương   |  |  |
| 12 | TĐ | Hoàng Minh Tiến              | 23 tháng 3, 2005 | Hoàng Anh Gia Lai    |  |  |
| 14 | TĐ | Nguyễn Quốc Việt             | 4 tháng 5, 2003  | Hoàng Anh Gia Lai    |  |  |
| 15 | TĐ | Nguyễn Đình Bắc              | 19 tháng 8, 2004 | Quảng Nam            |  |  |

## Các trận đấu
Thắng
      Hoà
      Thua
      Bị huỷ

### 2024
| 25 tháng 5 năm 2024 Hybrid friendly | Việt Nam                                           | 2–1      | CAHN II | Hà Nội, Việt Nam                                     |  |
| --:-- UTC+7                         | - Nguyễn Hữu Hoài Phong 58' - Nguyễn Đăng Khoa 86' | Chi tiết | - 85'   | Sân vận động: Trung tâm đào tạo bóng đá trẻ Việt Nam |  |

| 1 tháng 6 năm 2024 Hybrid friendly | Việt Nam                                                 | 4–1 | Kon Tum | Hà Nội, Việt Nam                                     |  |
| --:-- UTC+7                        | - Nguyễn Đăng Khoa - Hoàng Minh Tiến - Dương Đình Nguyên |     |         | Sân vận động: Trung tâm đào tạo bóng đá trẻ Việt Nam |  |

| 4 tháng 6 năm 2024 Giải đấu quốc tế Vị Nam | Trung Quốc        | 1–0      | Việt Nam | Vị Nam, Trung Quốc                                                                  |  |
| 19:35 UTC+8                                | - Wang Yudong 10' | Chi tiết |          | Sân vận động: Sân vận động Trung tâm thể thao Vị Nam Trọng tài: Kun Ai (Trung Quốc) |  |

| 8 tháng 6 năm 2024 Weinan International Tournament | Việt Nam | 0–1      | Hàn Quốc          | Vị Nam, Trung Quốc                                                                   |  |
| 17:30 UTC+8                                        |          | Chi tiết | - Jin Jun-seo 25' | Sân vận động: Sân vận động Trung tâm thể thao Vị Nam Trọng tài: Xing Qi (Trung Quốc) |  |

| 10 tháng 6 năm 2024 Weinan International Tournament | Uzbekistan                            | 2–1 | Việt Nam              | Vị Nam, Trung Quốc                                                                      |  |
| 15:30 UTC+8                                         | - Saidnurullaev 45+1' - Komilov 90+3' |     | - Lê Đình Long Vũ 75' | Sân vận động: Sân vận động Trung tâm thể thao Vị Nam Trọng tài: Du Jianxin (Trung Quốc) |  |

| 5 tháng 7 năm 2024 Hybrid friendly | Việt Nam | 6–1      | U-21 CAHN | Hà Nội, Việt Nam                                     |  |
| --:-- UTC+7                        | - Hoàng Minh Hợi 32' - Dương Đình Nguyên 33' - Nguyễn Đăng Khoa 77' - Nguyễn Hữu Tuấn 84' - Lê Thắng Long 86' - Nguyễn Hoàng Anh 90' | Chi tiết | - 67'     | Sân vận động: Trung tâm đào tạo bóng đá trẻ Việt Nam |  |

| 10 tháng 7 năm 2024 Hybrid friendly | Việt Nam | 0–1      | Avenir U-21 | Hà Nội, Việt Nam                                     |  |
| --:-- UTC+7                         |          | Chi tiết | - 62'       | Sân vận động: Trung tâm đào tạo bóng đá trẻ Việt Nam |  |

| 18 tháng 7 năm 2024 Giải vô địch bóng đá U-19 ASEAN 2024 vòng bảng | Việt Nam               | 1–1 | Myanmar              | Surabaya, Indonesia                                                                   |  |
| 19:30 UTC+7                                                        | - Hoàng Quang Dũng 69' |     | - Phyo Pyae Sone 60' | Sân vận động: Sân vận động Gelora 10 tháng 11 Trọng tài: Razlan Joffri Ali (Malaysia) |  |

| 21 tháng 7 năm 2024 Giải vô địch bóng đá U-19 ASEAN 2024 vòng bảng | Úc                                                                    | 6–2 | Việt Nam                                             | Surabaya, Indonesia                                                                |  |
| 15:00 UTC+7                                                        | - Najdovski 19', 40', 66' - Sulemani 49' - Helweh 74' - Vickery 90+7' |     | - Hoàng Quang Dũng 57' - Nguyễn Bảo Long 86' (ph.đ.) | Sân vận động: Sân vận động Gelora 10 tháng 11 Trọng tài: Wiwat Jumpaoon (Thailand) |  |

| 24 tháng 7 năm 2024 Giải vô địch bóng đá U-19 ASEAN 2024 vòng bảng | Lào               | 1–4 | Việt Nam                                                                                  | Surabaya, Indonesia                                                                               |  |
| 15:00 UTC+7                                                        | - Phanthavong 27' |     | - Nguyễn Hoàng Anh 3' - Hoàng Quang Dũng 22' - Nguyễn Công Phương 77' - Phùng Văn Nam 83' | Sân vận động: Sân vận động Gelora 10 tháng 11 Trọng tài: Abd Hakim Mohd Haidi (Brunei Darussalam) |  |

| 25 tháng 8 năm 2024 Hybrid friendly | U-20 Ehime | 0–4      | Việt Nam                                                                 | Ehime, Nhật Bản |  |
|                                     |            | Chi tiết | - Nguyễn Hoàng Khanh - Lê Thắng Long - Nguyễn Hữu Tuấn - Nguyễn Minh Tâm |                 |  |

| 27 tháng 8 năm 2024 Hybrid friendly | U-20 Imabari | 1–0      | Việt Nam | Ehime, Nhật Bản                             |  |
|                                     | 5'           | Chi tiết |          | Sân vận động: Arigato Service Dream Stadium |  |

| 30 tháng 8 năm 2024 Hybrid friendly                              | Đại học Matsuyama | Bị huỷ   | Việt Nam | Ehime, Nhật Bản |
|                                                                  |                   | Chi tiết |          |                 |
| Ghi chú: Trận đấu đã bị hủy vì lý do an toàn do cơn bão Shanshan |                   |          |          |                 |

| 6 tháng 9 năm 2024 Friendly | Việt Nam | 0–3      | Nga                                        | Hà Nội, Việt Nam                                                       |  |
| 18:00 UTC+7                 |          | Chi tiết | - Lepsky 58' - Koltakov 78' - Dorofeev 82' | Sân vận động: Trung tâm đào tạo bóng đá trẻ Việt Nam Lượng khán giả: 0 |  |

| 9 tháng 9 năm 2024 Friendly                                             | Việt Nam | Bị tạm dừng | Nga                    | Hà Nội, Việt Nam                                                       |  |
| 17:00 UTC+7                                                             |          | Chi tiết    | - Bart 3' - Ryadno 20' | Sân vận động: Trung tâm đào tạo bóng đá trẻ Việt Nam Lượng khán giả: 0 |  |
| Ghi chú: Trận đấu đã bị dừng lại ở phút thứ 30 do trời mưa lớn ở Hà Nội |          |             |                        |                                                                        |  |

| 19 tháng 9 năm 2024 Hybrid friendly | Quảng Ninh                       | 2–1      | Việt Nam          | Quảng Ninh, Việt Nam               |  |
|                                     | - Bùi Văn Hiếu - Hoàng Ngọc Tuấn | Chi tiết | - Nguyễn Hữu Tuấn | Sân vận động: Sân vận động Đại Yên |  |

| 23 tháng 9 năm 2024 AVòng loại Cúp bóng đá U-20 châu Á 2025 | Bhutan | 0–5      | Việt Nam                                                                                           | Haiphong, Vietnam                                                                      |  |
| 19:00 UTC+7                                                 |        | Chi tiết | - Nguyễn Bảo Long 8' - Nguyễn Đăng Dương 52' - Nguyễn Công Phương 74', 90+1' - Nguyễn Hữu Tuấn 78' | Sân vận động: Sân vận động Lạch Tray Lượng khán giả: 5,616 Trọng tài: Amir Arab (Iran) |  |

| 25 tháng 9 năm 2024 Vòng loại Cúp bóng đá U-20 châu Á 2025 | Việt Nam                                                                           | 3–0      | Guam | Hải Phòng, Việt Nam                                                      |  |
| 19:00 UTC+7                                                | - Nguyễn Lê Phát 23' (ph.đ.) - Nguyễn Công Phương 45+1' - Nguyễn Hoàng Khanh 90+1' | Chi tiết |      | Sân vận động: Sân vận động Lạch Tray Trọng tài: Tam Ping Wun (Hong Kong) |  |

| 27 tháng 9 năm 2024 AVòng loại Cúp bóng đá U-20 châu Á 2025 | Bangladesh | 1–4      | Việt Nam                                                                    | Hải Phòng, Việt Nam                                                                             |  |
| 19:00 UTC+7                                                 | Nova 41'   | Chi tiết | - Hoàng Minh Tiến 3', 30' - Lê Văn Quang Duyệt 42' - Nguyễn Công Phương 81' | Sân vận động: Sân vận động Lạch Tray Lượng khán giả: 4,156 Trọng tài: Suhaizi Shukri (Malaysia) |  |

| 29 tháng 9 năm 2024 Vòng loại Cúp bóng đá U-20 châu Á 2025 | Việt Nam | 0 - 1 | Syria                        | Hải Phòng, Việt Nam                                                                             |  |
| 19:00 UTC+7                                                |          |       | Nguyễn Ngọc Chiến 41' (l.n.) | Sân vận động: Sân vận động Lạch Tray Lượng khán giả: 10,569 Trọng tài: Ahmad Alaeddin (Lebanon) |  |